# Vangsvik
Vangsvik (eller Vangsvika) är en tätort i Senja kommun i Troms fylke i norra Norge. Orten ligger där fylkesväg 7852 möter fylkesväg 7853, på den sydöstra delen av ön Senja.
Tidigare har orten utgjort centralort i dåvarande Tranøy kommun.